# تل عداي
تل عداي قرية في ناحية جب الجراح التابعة لمنطقة المخرّم في محافظة حمص في سورية. بلغ عدد سكان القرية 749 نسمة حسب تعداد عام 2004.